# 苏州国际金融中心
苏州国际金融中心（英語：Suzhou International Finance Square，简称苏州IFS），为中国江苏省苏州市的一座超高层地标式摩天大楼，位于苏州工业园区金鸡湖东CBD商圈核心区域。高450公尺，是蘇州第一高樓。

## 历史
该楼共92层，于2018年完工，與南京的紫峰大厦並列江苏第一高楼（450米），也是九龙仓成立以来开发的第二高楼（第一高楼为长沙IFS，452米）。大楼周围是一座裙楼和波浪形广场，并在主楼92层设立观光平台，可俯瞰苏州城全貌。项目总建筑面积为393,208平方米，是一项大型综合商业项目，包括甲级办公楼、精品特色酒店、豪华单层及高端复式酒店式公寓。

## 画廊

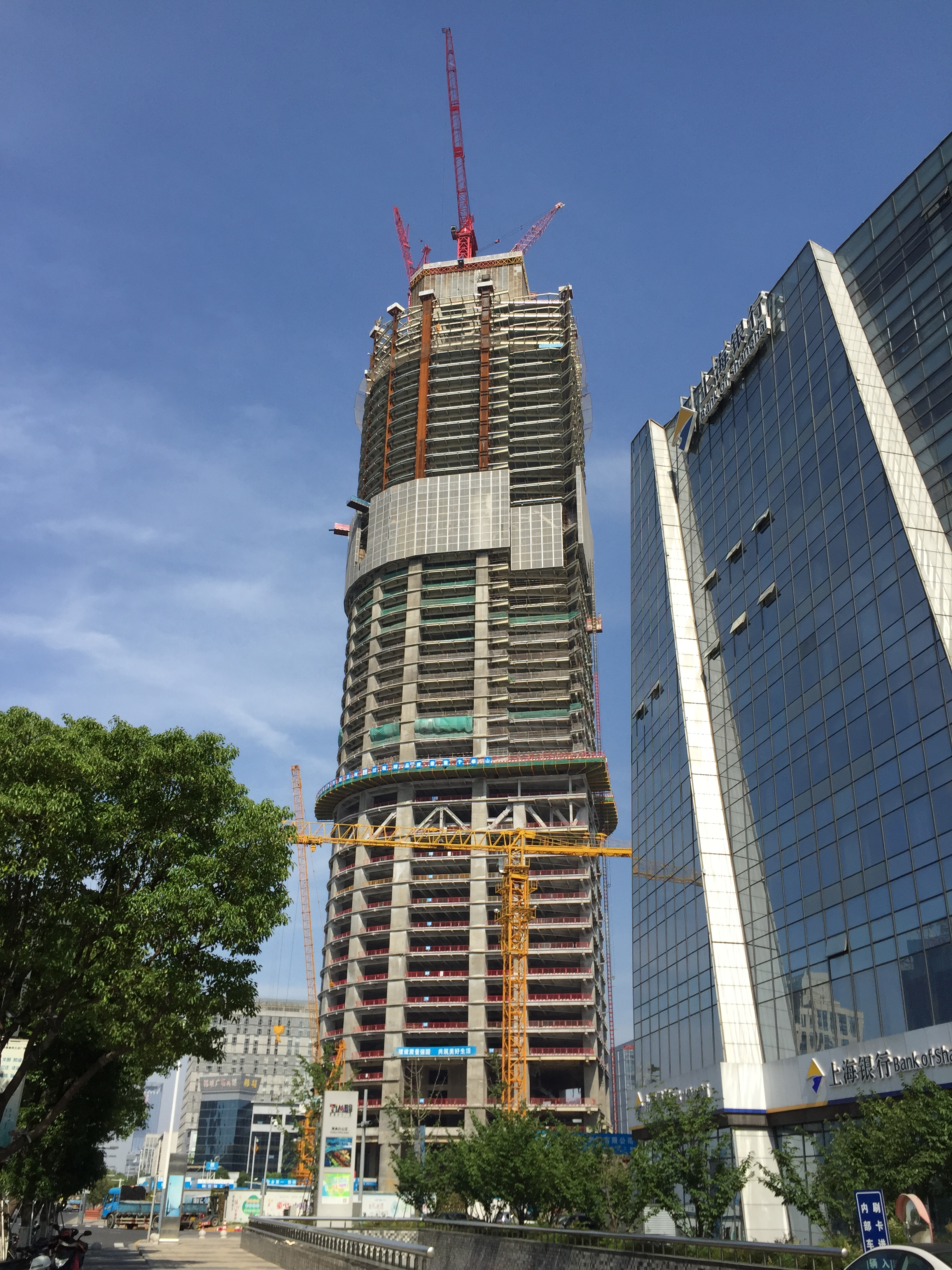
2015年6月
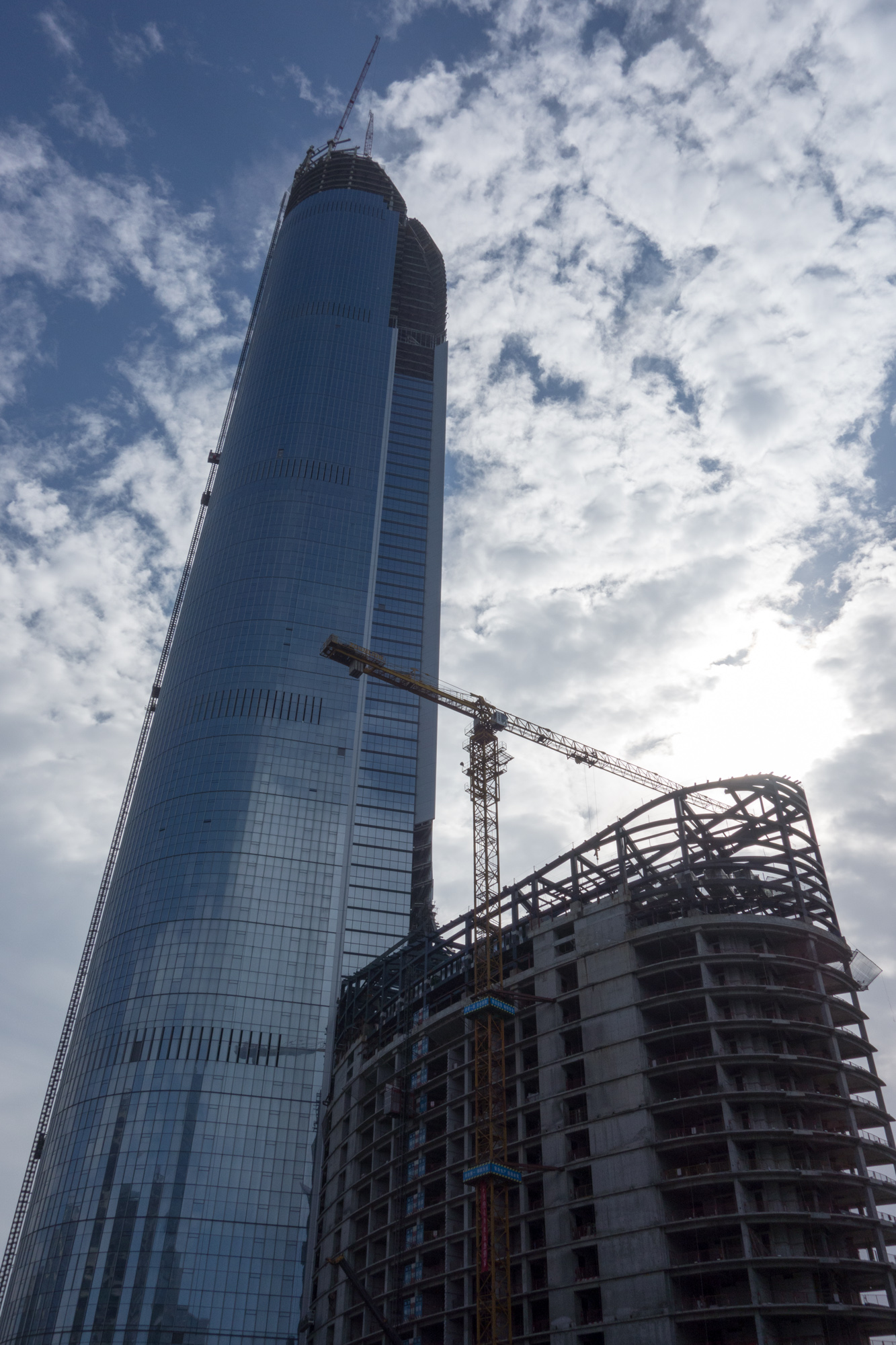
2016年10月
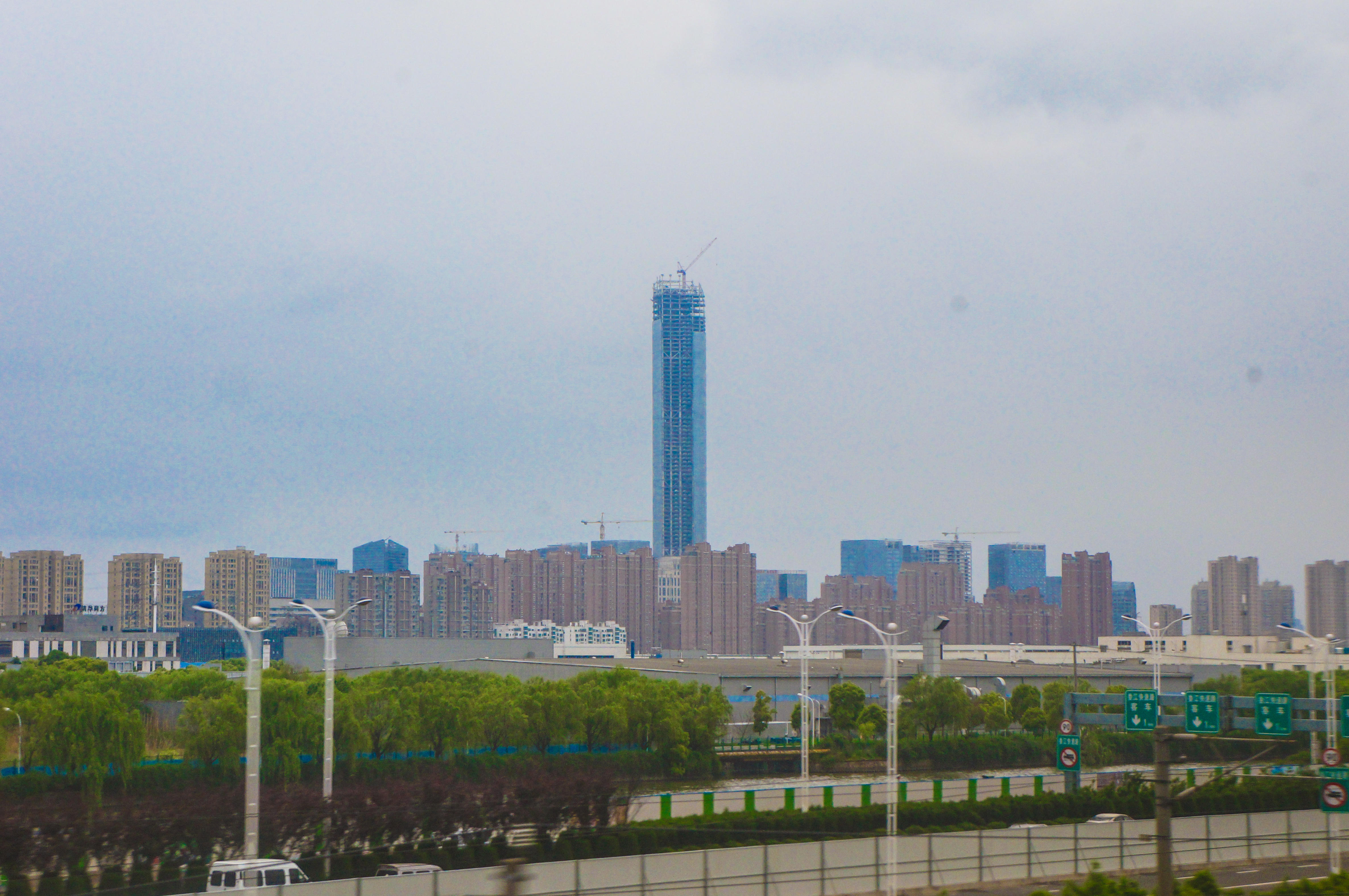
2017年5月
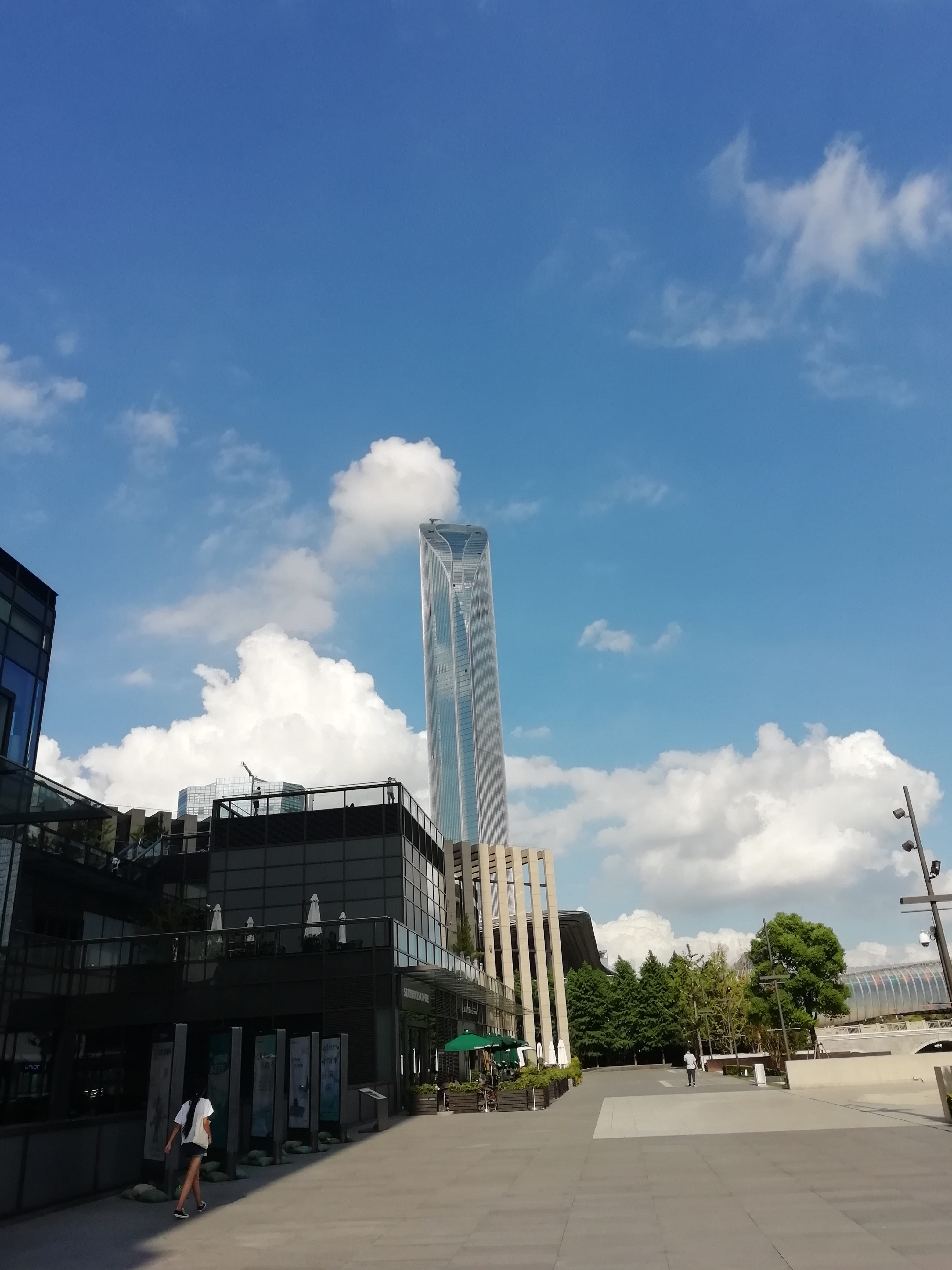
2018年8月
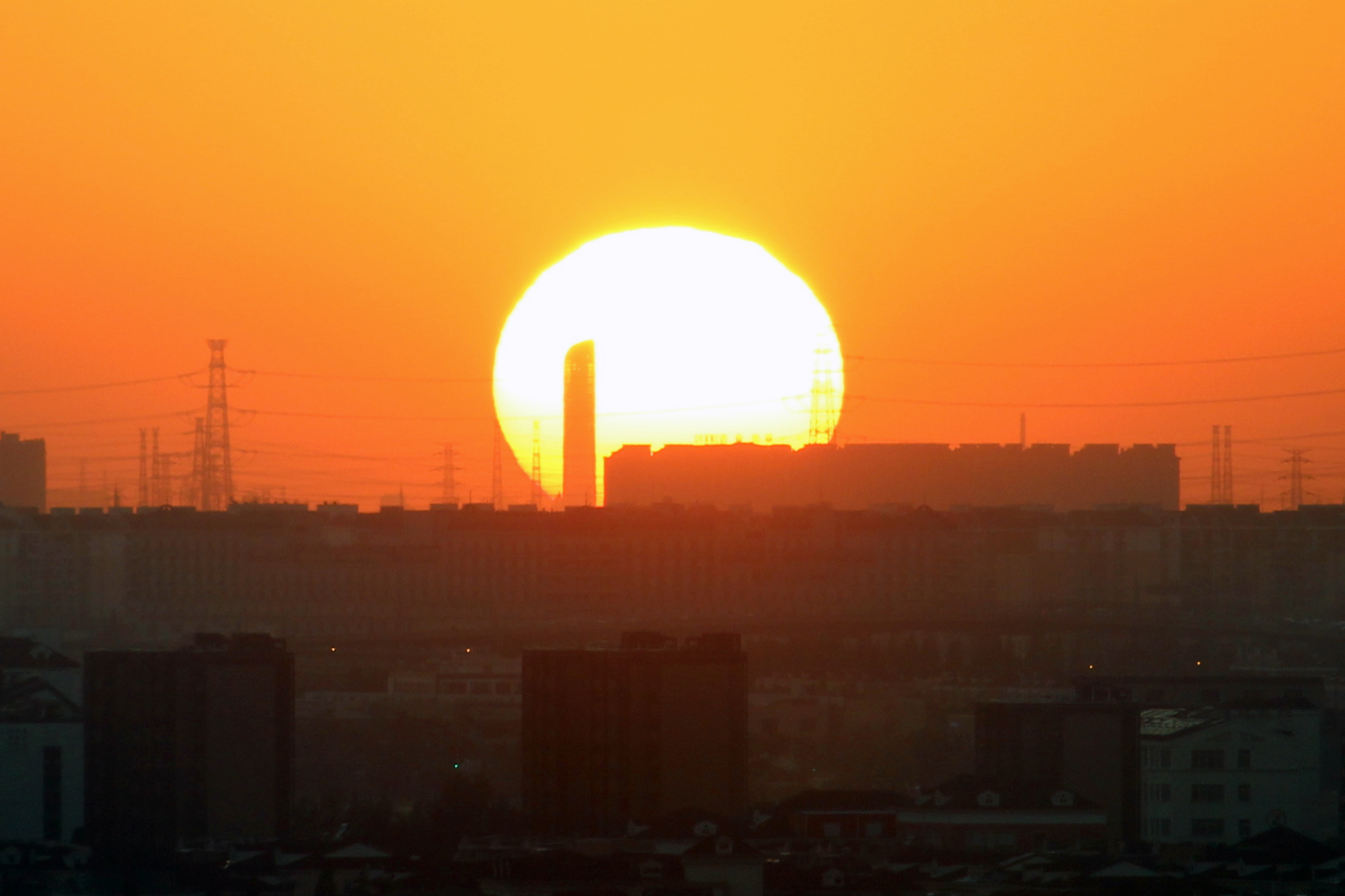
从上海长宁区看，2018年8月
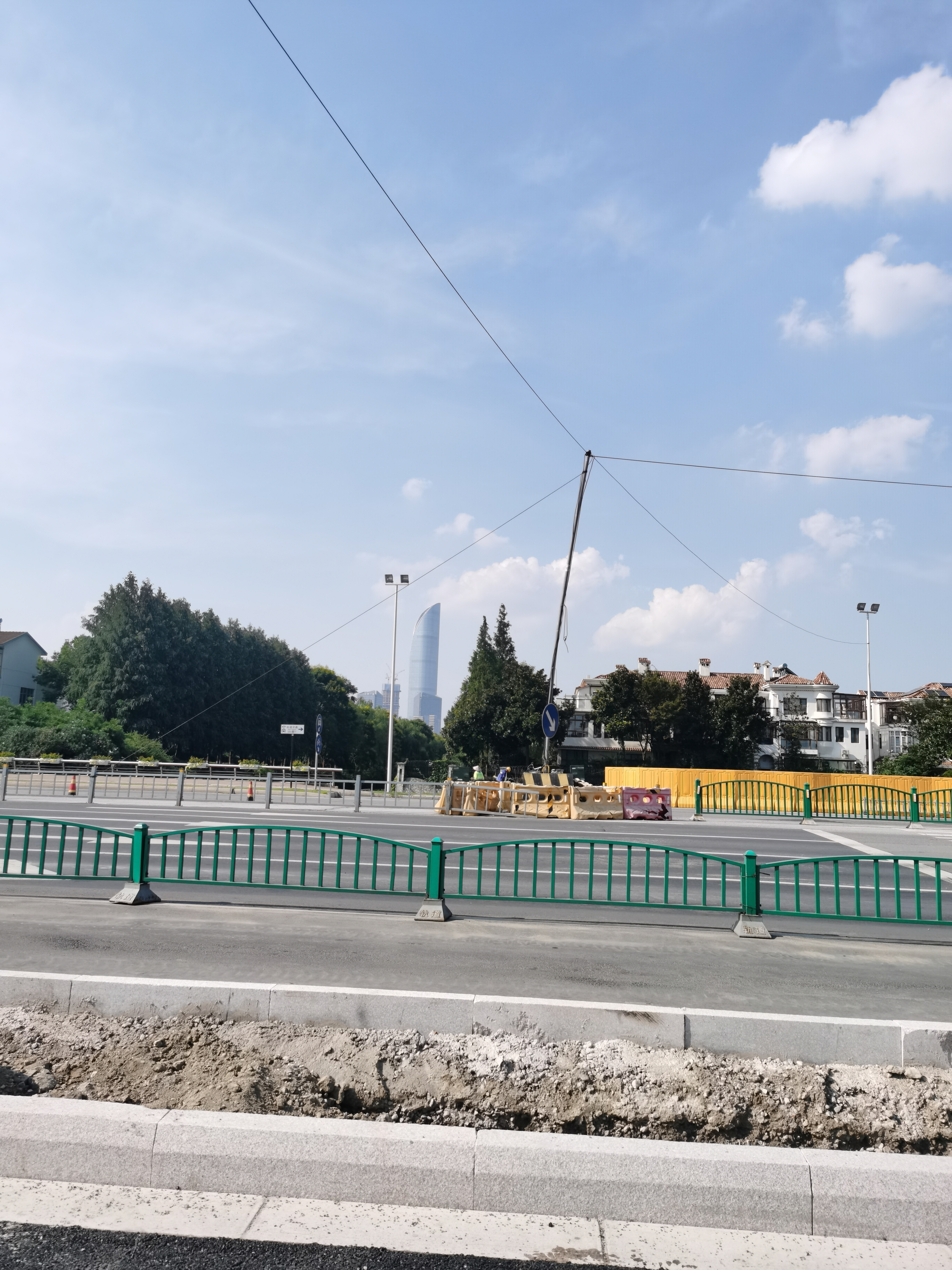
2021年8月